# Micropeza brevipennis
Micropeza brevipennis är en tvåvingeart som beskrevs av Roser 1840. Micropeza brevipennis ingår i släktet Micropeza och familjen skridflugor. Inga underarter finns listade i Catalogue of Life.